# 汤姆·威茨
托马斯·阿兰·“湯姆”·威茨（英語：Thomas Alan "Tom" Waits，1949年12月7日—），美國音樂人、演员。威茨嗓音独特，评论家Daniel Durchholz說他的聲音“像浸入一桶波本威士忌，熏制几个月，然后再拿出来”（it was soaked in a vat of bourbon, left hanging in the smokehouse for a few months, and then taken outside and run over with a car.）。他独特的低音以及对前摇滚音樂元素的吸收构成了他的風格。威茨還参演了一些電影，包括吉姆·贾木许的《不法之徒》。他为《从心出发》创作的配乐获得了奥斯卡金像奖提名。

## 扩展阅读
- Humphries, Patrick. . Omnibus. 2007. ISBN 1-84449-585-X.
- Jacobs, Jay S. . ECW Press. 2006. ISBN 1-55022-716-5.
- Montandon, Mac (ed.). . Orion. 2006. ISBN 0-7528-7394-6.
- Hoskyns, Barney. . Faber and Faber. 2009.
- Smay, David. . Continuum. 2007. ISBN 0-8264-2782-0.

## 外部連結
- 官方网站
- 中的“汤姆·威茨”
- 汤姆·威茨的Discogs页面 （英文）
- 汤姆·威茨在互联网电影资料库（IMDb）上的資料（英文）
- WorldCat 聯合目錄中汤姆·威茨的著作或與之相關的著作
- 摇滚名人堂上的汤姆·威茨
- Tom Waits Library （页面存档备份，存于）